# 21506 Betsill
21506 Betsill è un asteroide della fascia principale. Scoperto nel 1998, presenta un'orbita caratterizzata da un semiasse maggiore pari a 2,3080869 UA e da un'eccentricità di 0,0823652, inclinata di 7,19273° rispetto all'eclittica.